# گرامایس
گرامایس (به آلمانی: Gramais) یک شهر در اتریش است که در ناحیه رویت واقع شده‌است. گرامایس ۳۲٫۴ کیلومتر مربع مساحت دارد ۱٬۳۲۱ متر بالاتر از سطح دریا واقع شده‌است.